# Gobi-Sümber
Gobi-Sümber (mongolisk kyrilliska: Говь-Сүмбэр аймаг; Gov-Sümber ajmag, även transkriberat flera andra sätt) är en provins i centrala Mongoliet. Den har totalt 12 230 invånare (2000) och en areal på 5 540 km². Huvudstaden är Tjojr.

## Administrativ indelning
Provinsen är indelad i 3 distrikt (sum): Bayantal, Shibeegovĭ och Sümber.